# قالی خوی
قالی خوی نوعی قالی ایرانی است که در خوی تولید می‌شود. شهرستان خوی از جمله مهمترین قطب‌های تولید فرش در آذربایجان غربی است. فرش ریز ماهی خوی در سال ۱۳۸۸ ثبت ملی شده و در سال ۱۳۹۲ نیز به ثبت جهانی رسیده‌است.
۲۴ درصد از فرشبافانِ استان آذربایجان غربی در خوی مشغول فعالیت هستند.

## فرش ریزماهی
سالانه بیش از ۶۰ هزار مترمربع فرش با نقش ریزماهی که برند تجاری جهانی محسوب می‌شود، در شهرستان خوی تولید و به بازارهای داخلی و خارجی عرضه می‌شود. این فرش قدمتی هزارساله دارد.